# Frankie Carle
Pour les articles homonymes, voir Carle.
Frankie Carle, né Francesco Nunzio Carlone le 25 mars 1903 à Providence, dans le Rhode Island, et mort le 7 mars 2001 à Mesa, en Arizona, est un pianiste, chef d'orchestre et compositeur américain. Il a dirigé un orchestre qui a eu beaucoup de popularité dans la deuxième moitié des années 1940. 
Sa composition la plus connue est Sunrise Serenade, popularisée par les orchestres de Glen Gray et de Glenn Miller.

## Biographie
Avant de former son propre orchestre, Frankie Carle a joué pendant quatre ans comme pianiste avec la formation de Mal Hallett, et pendant quatre autres avec l'orchestre de Horace Heidt.
En 1939, sa composition Sunrise Serenade enregistrée par l'orchestre de Glen Gray avec Carle au piano, a été le succès numéro un au Hit parade pendant deux semaines. Quelques mois plus tard, l'orchestre de Glenn Miller, avec la participation de Tex Beneke au saxophone, en a réalisé un autre enregistrement qui a été gravé sur la face 'B' du 78-tours contenant la célèbre Moonlight Serenade. Cette version a aussi figuré parmi les grands succès de 1939. Sunrise Serenade a fait partie de la trame sonore du film Romance inachevée (The Glenn Miller Story) sorti en 1954.
En 1944, Frankie Carle a formé son orchestre, qui a fait ses débuts au Café Rouge de l'Hôtel Pennsylvania à New York. Sa principale chanteuse soliste était sa propre fille, présentée sous le nom de Marjorie Hughes. Jusqu'à la fin de la décennie, sa formation a inscrit une vingtaine de titres au Hit parade, dont Oh! What It Seemed to Be, succès numéro un pendant onze semaines, et Rumors Are Flying, au sommet du palmarès pendant neuf semaines. Après avoir dissous son orchestre en 1955, Frankie Carle a poursuivi une carrière de pianiste soliste. En 1989, il a été admis au Big Band and Jazz Hall of Fame.

## Filmographie
Frankie Carle est apparu dans des films avec son orchestre :
- 1946 : La Course au bonheur (Sweetheart of Sigma Chi) de Jack Bernhard et William Beaudine

## Site externe
- Rhode Island Music Hall of Fame